# Fire sanger
Fire sanger opus 2 (Nederlands: Vier gezangen) is een vroege liederenbundel gecomponeerd door Edvard Grieg.
Het is niet duidelijk wanneer Grieg deze liederen componeerde; het is wel Griegs eerste liederenbundel. Het werd op de grens van 1863 en 1864 uitgegeven, maar zowel delen uit zijn opus 1 (Vier Stücke für das Pianoforte) als de liederen 1 en 4 stonden al op een concertprogramma op 21 mei 1862. De zangeres Fraulein Wibecke Meyer zong en kreeg het werk aan haar opgedragen, het werd haar enige bekende wapenfeit. Grieg zat achter de piano tijdens dit concert in de Arbeiderforeningen in Bergen. Er waren nogal wat verwachtingen gewekt en de recensent van de Bergenposten van 23 mei 1862 werd niet teleurgesteld: 
De lof die aan zijn komst was voorafgegaan, leek niet overdreven
Gezien de datering lijkt het waarschijnlijk dat Grieg ze schreef tijdens of vlak na zijn opleiding aan het Conservatorium van Leipzig, terug te vinden in de gebruikte Duitse gedichten.
De vier liederen:
- Die Müllerin (Molenaarsvrouw), tekst Adelbert von Chamisso
- Eingehüllt in graue Wolken (Gehuld in grijze wolken), tekst Heinrich Heine
- Ich stand in dunkeln Träumen (Ik stond te peinzen bij haar portret), tekst Heinrich Heine
- Was soll ich sagen (Wat zal ik zeggen), tekst Chamisso